# Puerto Kavkaz
Puerto Kavkaz (del ruso: Порт Кавказ) es una pequeña terminal portuaria situada en la punta Chushka, en el extremo oriental del estrecho de Kerch, perteneciente al raión de Temriuk del krai de Krasnodar de Rusia. Junto al puerto se halla la localidad de Chushka. 

## Historia
El puerto fue construido en 1953 con la función principal de servir a las operaciones del transbordador Port Kavkaz-Port-Krym (en el otro extremo del estrecho, en Crimea). La infraestructura del puerto permitía el paso de pasajeros, automóviles y trenes, construyéndose una estación ferroviaria (Kavkaz) especialmente diseñada para el transbordo de máquinas y vagones. Para la defensa del oleaje y del hielo, se construyó un rompeolas. Durante el período soviético el puerto era utilizado por embarcaciones que lo comunicaban con el puerto de la ciudad de Kerch. A finales de la década de 1980 los puentes volantes usados para el paso de los trenes se hallaban en muy mal estado por lo que se decidió prohibir el paso de pasaje y poco después también el de carga. El servicio de transbordo de pasajeros y automóviles no cesó. El transporte ferroviario se reanudó en 2004 con la instalación de nuevos puentes y la renovación de las instalaciones. 
Se construyeron una terminal de carga petrolífera (OOO SVL-Treiding) y dos químicas (OAO Port Kavkaz y OOO Yugjimiterminal). El transporte de químicos y fertiliantes han provocado perjuicios ecológicos y de salud para la población de Chushka. En 2007 el director general de la OAO Port Kavkaz, que es la operadora del puerto, fue detenido acusado de extorsión y recepción de sobornos. En otoño de ese año se dio una fuerte borrasca en el estrecho que causó el derrame de aproximadamente mil toneladas de petróleo del petrolero fluvial Volgoneft-139 perteneciente a la empresa de Volgotanker, que se hundió. Asimismo se hundió el buque de carga seca Volnogorsk con su carga de azufre.
Tras la disolución de la Unión de Repúblicas Socialistas Soviéticas la línea de transbordo entre Port Kavkaz y Port Krym se convirtió en una línea internacional, estableciéndose un puesto de control aduanero. Los transportes ferroviarios los realiza la OOO "Anship", empresa filial del grupo ruso AnRusTrans, y los automovilísticos — la compañía estatal ucraniana Kerchenskaya paromnaya pereprava. El 28 de febrero de 2009 era abierta una nueva línea ferroviaria entre Puerto Kavkaz y Varna con capacidad para 45 vagones (buque Avangard) y en otoño de 2010 se abrió una segunda línea para 50 vagones con el buque Slaviani. El 21 de abril de 2010 se firmó en unos acuerdos entre Rusia y Ucrania en Járkov la construcción de un puente en el estrecho, que se planea construir hacia 2014. En verano de ese año se reanudó el servicio a Kerch. El 20 de noviembre de 2011 comenzó a funcionar una vez a la semana la línea Puerto Kavkaz-Zonguldak (Turquía).
Entre 2014 y 2018 se construyó el puente sobre el estrecho de Kerch.

## Transporte

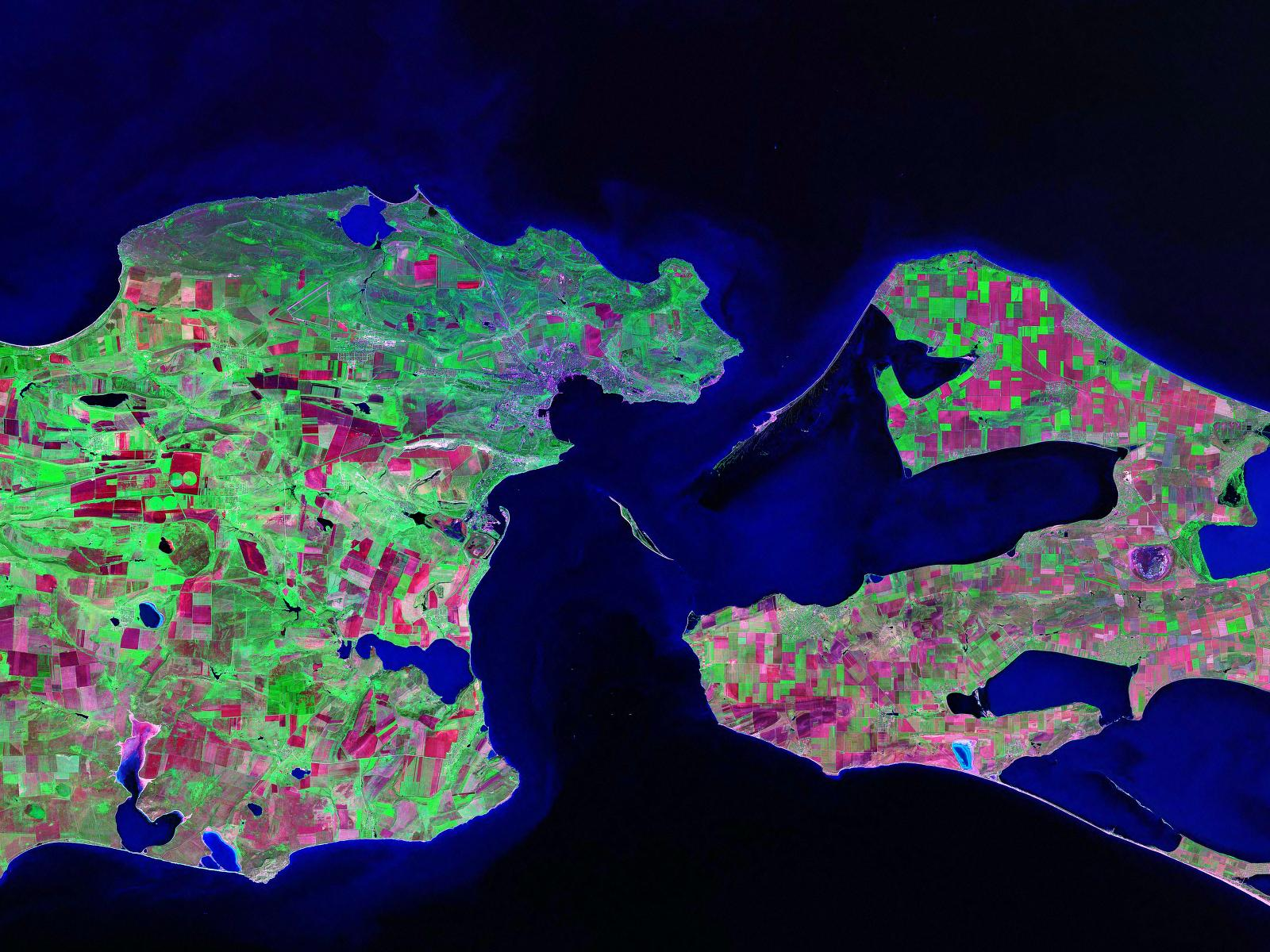
Vista satelital del estrecho de Kerch.

El ferrocarril llega al puerto desde Anapa y Krymsk, donde se unen los ferrocarriles hacia Krasnodar y hacia Rostov del Don. Asimismo llega la carretera federal rusa M-25 Novorosíisk-estrecho de Kerch, parte de la ruta europea E97.